# U Závisti
U Závisti (někdy také K Závisti) je přírodní památka na území hlavního města Prahy poblíž oppida Závist v katastrálním území Zbraslav, městský obvod Praha 5. Jde o skalní stěnu podél jižní části Komořanské ulice u mostu Závodu míru, přímo nad autobusovou zastávkou Nádraží Zbraslav. Chráněné území spravuje Magistrát hlavního města Prahy.

## Předmět ochrany
Důvodem ochrany je odkryv letenského souvrství ordoviku, který se řadí mezi velice zachovalé s rozsáhlým mikropaleontologickým nalezištěm.
V defilé je odkryto asi 150 metrů mocné strmě ukloněné letenské souvrství. Je tvořeno střídající se polohami tmavých slídnatých drobových břidlic a drob s polohami křemenných pískovců až kvarcitů různé mocnosti. Zhruba ve střední části profilu přecházejí některé křemencové vložky výjimečně do pelokarbonátových konkrecí o mocnosti přes jeden metr. V jižní části profilu jsou na některých vrstevních plochách písčitějších vložek vyvinuty ichnofosilie a čeřiny. Stopy po pohybu organismů se vyskytují jak na vrstevních plochách, tak i uvnitř vrstev v podobě chodbiček vyplněných jílem. Geologický profil souvrstvím umožňuje detailní studium litologie a mikrobiostratigrafie. Půdy nejsou vytvořeny, jen iniciální stadia rankerů.

### Externí odkazy

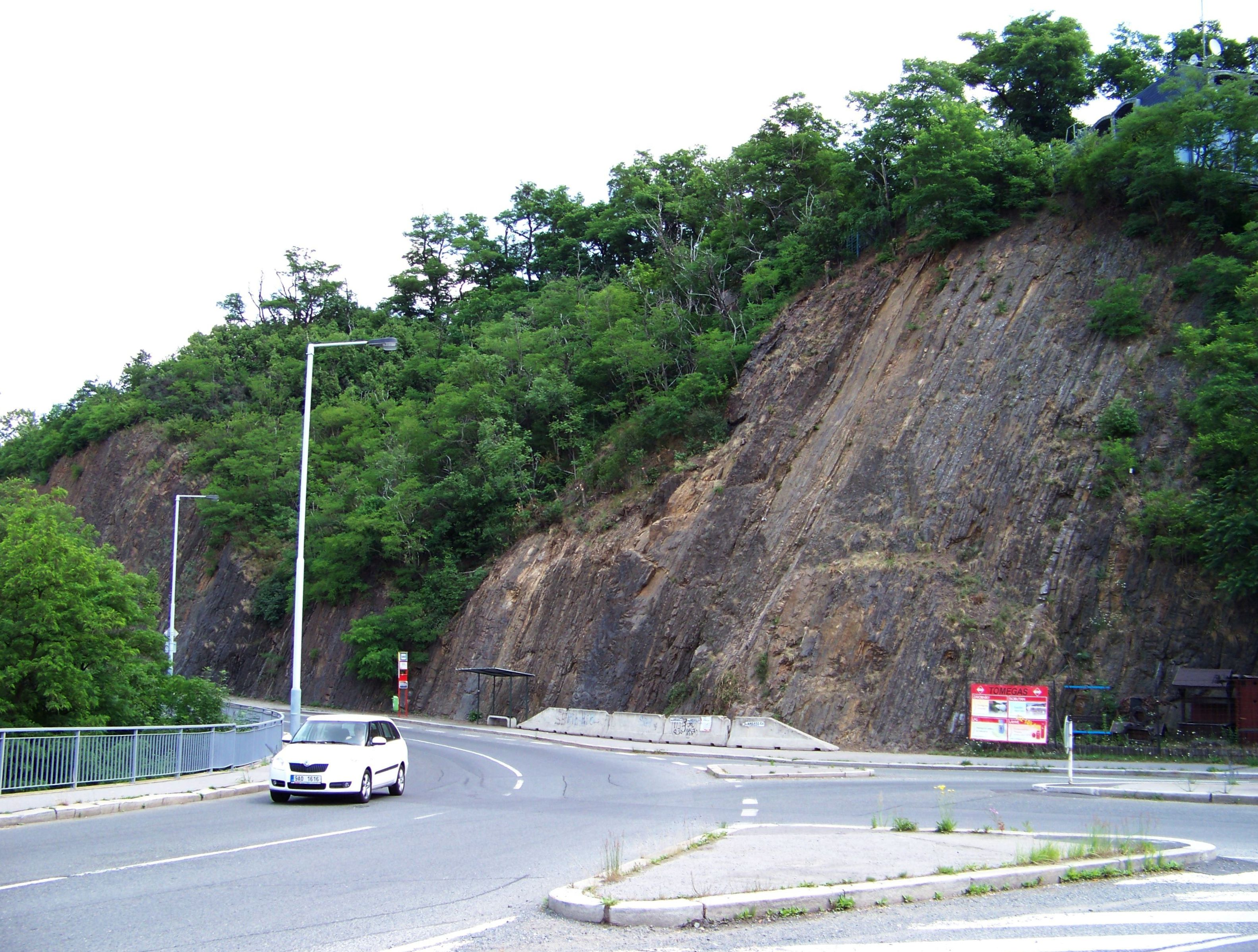
Ulice Komořanská, pohled z Mostu Závodu míru
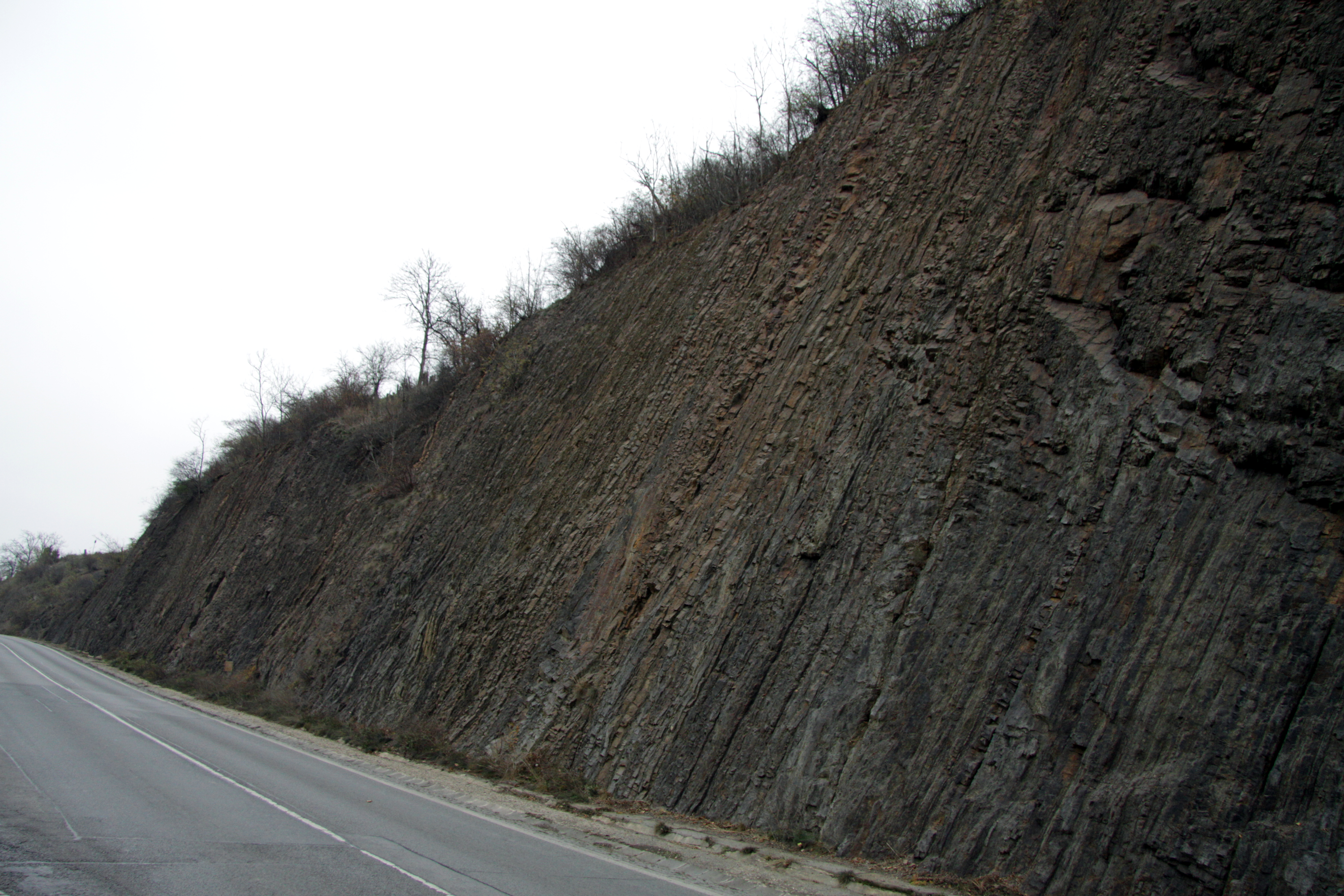
Pohled na defilé
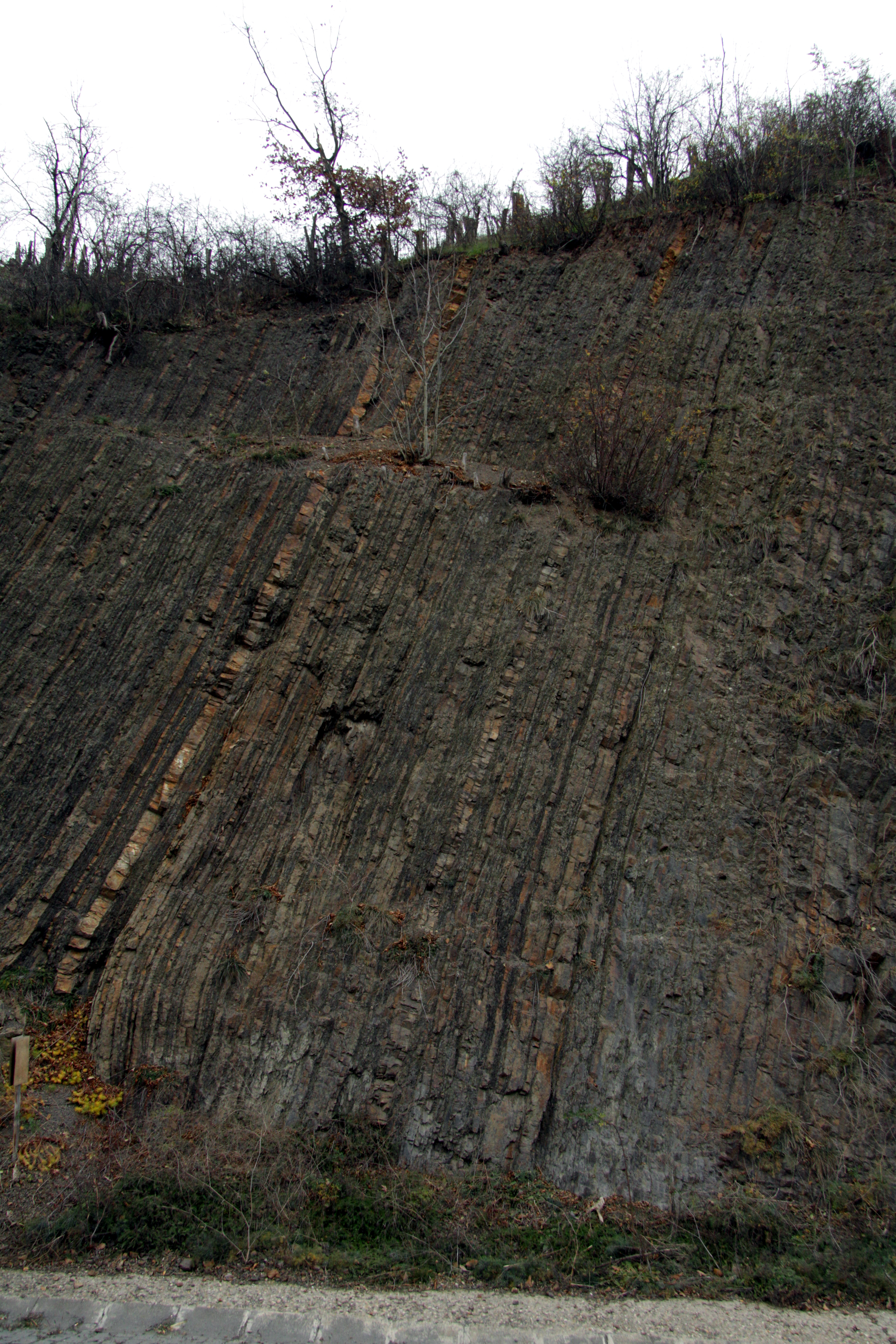
Pohled na defilé
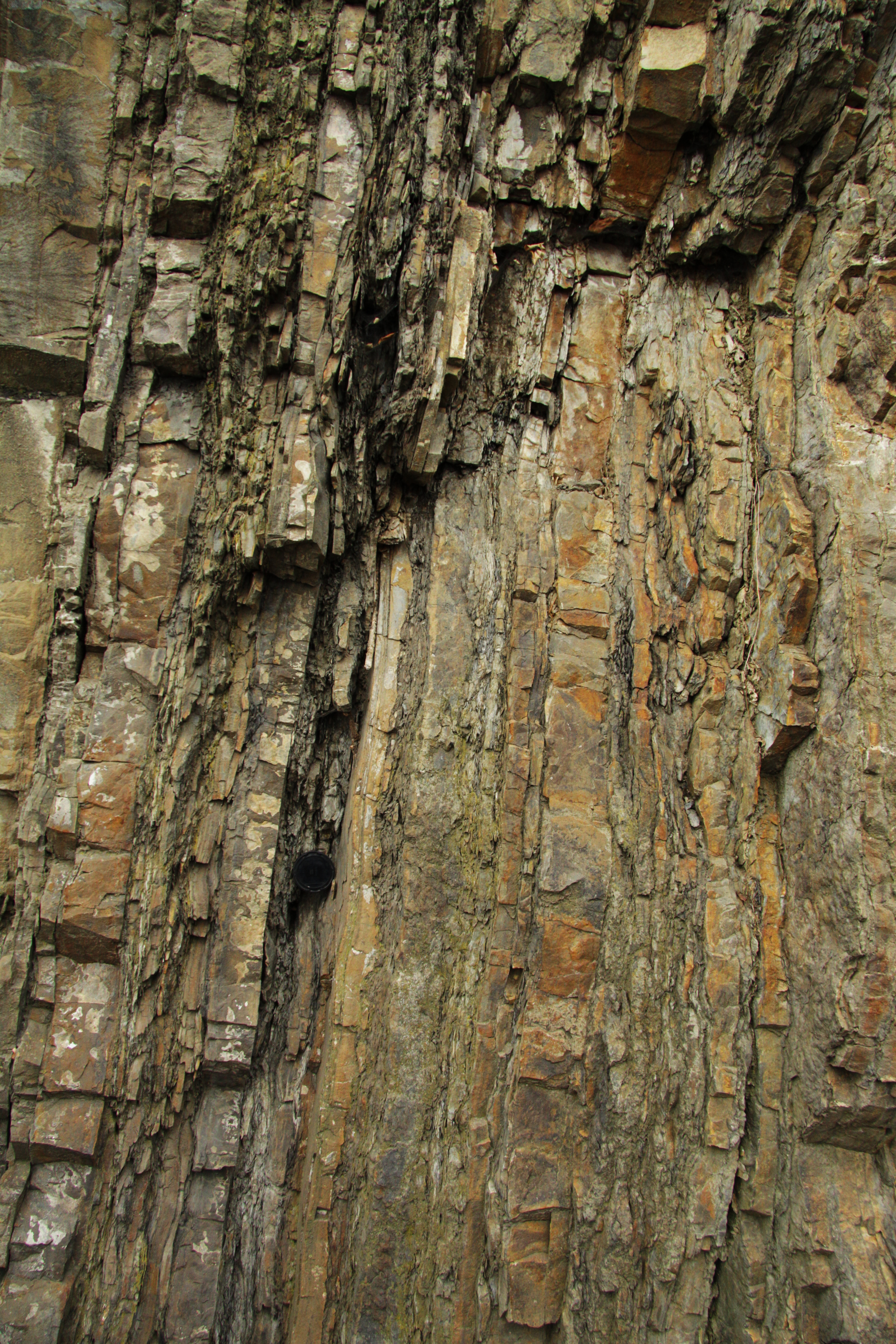
Detail odkryvu